# Holly Springs (Mississippi)
Holly Springs ist eine Stadt im Marshall County im Bundesstaat Mississippi und Sitz der County-Verwaltung sowie des Gerichts des Countys. (County Seat). Das U.S. Census Bureau hat bei der Volkszählung 2020 eine Einwohnerzahl von 6968 ermittelt.

## Lage
Durch das im Norden von Mississippi nahe der Grenze zu Tennessee gelegene Holly Springs führt die Interstate 22. Die I-22 verbindet Birmingham (Alabama) mit Memphis (Tennessee).

## Bevölkerung
Holly Springs hatte 2017 7621 Einwohner und seit 2000 4,2 % Einwohnerschaft verloren. Das Durchschnittsalter war 32,4 Jahre. Das Durchschnittseinkommen pro Haushalt betrug 2017 $32.522 (Mississippi-Durchschnitt: $43.529), während das Pro-Kopf-Durchschnittseinkommen $18.849 betrug. 28,7 % der Bewohner lebten unter der Armutsgrenze. 2017 waren 78,8 % der Bewohner Afroamerikaner und 19,1 % Weiße.

## Geschichte
Das Gebiet von Holly Springs war ursprünglich Siedlungsgebiet der Chickasaw. 1836 wurde der Ort unter dem Namen Suavatooky gegründet, aber bereits im folgenden Jahr unter dem Namen Holly Springs zur Stadt erhoben. 1837 wurde es außerdem County Seat des neu gegründeten Marshall County. Holly Springs war in der Zeit vor dem amerikanischen Bürgerkrieg ein Zentrum des Baumwollanbaus und -handels und damit der Sklaverei in Nord-Mississipi. Ab 1855 war es durch die Mississippi Central Railroad mit Grand Junction in Tennessee verbunden. Während des Bürgerkrieges war Holly Springs durch die Eisenbahnverbindung von Bedeutung. General Ulysses S. Grant nutzte es als Nachschubdepot, bis der Südstaatengeneral Earl Van Dorn seine Depot im Dezember 1862 verbrennen ließ. Der Bahnhof und ein erheblicher Teil des Ortes wurden dabei zerstört. Nach dem Bürgerkrieg erhohlte sich der Ort wirtschaftlich wieder, war aber 1878 Opfer einer Gelbfieber-Epidemie, bei der mehr als 2000 Bewohner starben.
Im Dezember 2015 kamen im Rahmen des Tornado-Outbreak vom 23.–25. Dezember 2015 in Holly Springs zwei Personen zu Tode.
2020 brannte die First Pentecostal Church in Holly Springs während der COVID-19-Pandemie in den Vereinigten Staaten. Die Kirche hatte Klage gegen Seuchenbekämpfungsauflagen eingereicht, bevor sie einer Brandstiftung zum Opfer fiel.

## Bildung
Holly Springs ist Sitz des 1866 gegründeten Rust College, eines der historischen afroamerikanischen Colleges und Hochschulen.

## In der Populärkultur
Der Ort gilt als Zentrum und Ursprungsgebiet des Hill Country Blues.
In Holly Springs ist die Handlung des Robert-Altman-Films Cookie’s Fortune – Aufruhr in Holly Springs von 1999 angesiedelt.

## Söhne und Töchter der Stadt
- Wall Doxey (1892–1962), Politiker
- Robert Church (1839–1912), Geschäftsmann und Philanthrop
- Edward Crump(1874–1954), Unternehmer und Politiker
- Jimmy Johnson (1928–2022), Blues-Musiker
- Syl Johnson (1936–2022), Musiker
- Shepard Smith (* 1964), Nachrichtenmoderator
- Ida B. Wells (1862–1931), Journalistin, Bürger- und Frauenrechtlerin